# Лінкольнвілл (Мен)
Лінкольнвілл (англ. Lincolnville) — місто (англ. town) в США, в окрузі Волдо штату Мен. Населення — 2312 особи (2020).

## Демографія
Згідно з переписом 2010 року, у місті мешкали 2164 особи в 959 домогосподарствах у складі 635 родин. Було 1465 помешкань
Расовий склад населення:
| - 97,9 % — білих - 0,4 % — азіатів - 0,3 % — корінних американців - 0,3 % — чорних або афроамериканців - 0,1 % — вихідців з тихоокеанських островів |

До двох чи більше рас належало 0,9 %. Частка іспаномовних становила 0,8 % від усіх жителів.
За віковим діапазоном населення розподілялося таким чином: 19,7 % — особи молодші 18 років, 62,6 % — особи у віці 18—64 років, 17,7 % — особи у віці 65 років та старші. Медіана віку мешканця становила 47,5 року. На 100 осіб жіночої статі у місті припадало 103,4 чоловіків;  на 100 жінок у віці від 18 років та старших — 100,5 чоловіків також старших 18 років.
Середній дохід на одне домашнє господарство  становив 77 752 долари США (медіана — 55 588), а середній дохід на одну сім'ю — 93 457 доларів (медіана — 75 625). Медіана доходів становила 54 500 доларів для чоловіків та 34 167 доларів для жінок. За межею бідності перебувало 6,7 % осіб, у тому числі 0,0 % дітей у віці до 18 років та 12,2 % осіб у віці 65 років та старших.
Цивільне працевлаштоване населення становило 986 осіб. Основні галузі зайнятості: освіта, охорона здоров'я та соціальна допомога — 27,2 %, мистецтво, розваги та відпочинок — 14,2 %, науковці, спеціалісти, менеджери — 14,1 %.